# アブー・ヌワース
アブー・ヌワース（Abū Nuwās、747年-762年生、815年頃没）は、アッバース朝期バグダードのアラビア語詩人。
8世紀後半から9世紀初頭のカリフ、ハールーン・ラシードからムハンマド・アミーンの頃に活躍した（#生涯）。
享楽的な酒ほがい詩や恋愛詩で知られる（#作品）。
同時代の清貧詩人アブー・アル＝アターヒヤとは作風も好対照をなし、よく並び称される。共にアラビア語詩に新しい様式や内容の多様性をもたらした「モダン派」の代表的詩人として知られる（#作品）。
近世アラブ世界の民話の中で、その人物像や伝説が誇張や想像も交えながら語り継がれていった。『千夜一夜物語』にも「名君」というキャラクターを与えられたハールーン・ラシードの取り巻きという道化的役回りで登場する。民話上のキャラクターとしては、歴史的に交易を通じてアラブ世界と文化的に接続していたスワヒリ文化圏など東アフリカ沿岸世界にも伝播した。アフリカ民話の世界に至っては歴史上の人物としての存在から遊離し、名前もアブヌワシやアブナワスなどに現地音化してトリックスターとして活躍する。
近現代以降は、アラブ・ナショナリズムという文化運動の中で再発見されることとなった。

## 情報源
『千一夜物語』の登場人物アブー・ヌワースはカリフ・ハールーン・ラシードの取り巻きの一人で道化のようなキャラクターであるが、歴史上実在した人物である。歴史上の人物アブー・ヌワースの実像を叙述するにあたって情報源となる文献としては、9世紀のイブン・クタイバとイブン・ムゥタッズ、10世紀のマルズバーニー、12世紀のイブン・アンバーリーとハティーブ・バグダーディー、13世紀のイブン・ハッリカーンの下記の著作がある。
- Ibn Qutayba, Kitāb al-Shi‘r wa-al-Shu‘arā’
- Ibn al-Mu‘tazz, Tabakāt al-Shu‘arā’ al-Mufudathīn
- Marzubanī, al-Muwashshaḥ
- Ibn al-Anbārī, Nuzhat al-alibbāʾ
- al-Khatīb al-Baghdādī, Ta’rīkh Baghdād
- Ibn Ḫalikân, Wafayât al-Aʿyân wa-anbāʾ abnāʾ az-zamān

上記のほかに、ハムザ・イスバハーニー（967年没）により編纂された詩人の詩集（ディーワーン）に添えられた噂話（アフバール）が参照され、アブル・ファラジ・イスバハーニー（961年没）の有名な『歌の書』も詩人の伝記の叙述に数ページを割いている。また、詩人と同時代人アブー・ヒッファーン・ミフザミー（Abū Hiffān al-Mihzamī）の Kitāb Aḫbār Abī Nuwās と、その5世紀後の辞書編纂家イブン・マンズールの同名書、すなわち Kitāb Aḫbār Abī Nuwās も多くの伝記的情報を伝えている。

## 出自と呼び名
出自に関しては、エジプトの歳入庁の長官が詩人自身にそれを尋ねたところ、「才能こそがわが出自であり、決して高貴な生まれではありません」と詩人は答え、長官はそれ以上詮索するのをやめた、という噂話が伝わっている（イブン・ハッリカーンによる）。
「アブー・ヌワース」は通り名で、クンヤとイスムとナサブとニスバはアブー＝アリー・アル＝ハサン・ブン＝ハーニィ・アル＝ハカミー（アラビア語: ابو علي الحسن بن هانئ الحكمي الدمشقي, ラテン文字転写: abū ʿAlī al-Ḥasan b. Hāniʾ al-Ḥakamī、以下、冠詞はカナ表記から省略。）という。イブン・ハッリカーンによると、「ハカミー」のニスバは、アブー・ヌワースの父方祖父又は曽祖父がウマイヤ朝のホラーサーン総督ジャッラーフ・ブン・アブドゥッラー・ハカミーに仕えたマウラー（隷属庇護民）であったことに由来する。なお、ハカミー（バヌー・ハカム）は南アラブ（イエメン）系の部族である。
ヌワースの父ハーニィはウマイヤ朝最後のカリフ・マルワーン2世に仕え、アフワーズに駐屯していた兵士であり、そこでゴルバーンという名の女をめとった。ハーニィとゴルバーンには子供が多く生まれたが、そのうちの一人が詩人のヌワースであった。 母ゴルバーンはペルシア人の織工で、若い頃はバスラの食料品店で働いていたようである。
イブン・ハッリカーンによると、ジャッラーフの孫にあたる人物が、ヌワースをバスラで生まれ育ち、ワーリバ（アブー・ヌワースの師匠。後述。）に連れられてクーファへ、その後バグダードへ行ったと著作に書いているという。しかし歴史学者によると、アフワーズで生まれ、2,3歳のころにバスラへ移住したされている。一般的な百科事典ではアフワーズ生まれとされる。生年はヒジュラ暦130年から145年の間（西暦747年-762年）、没年はヒジュラ暦198年から200年の間（西暦813年-815年）と推定されている。生没年の推定はハムザ・イスファハーニー（アブー・ヌワースの詩集の編纂者。後述。）によるものである。
通り名の由来にはいくつかの説があり、伝統的なものでは3つの仮説が流布されている。第1の仮説では、「ヌワース」とはある山の名前であるという。第2の仮説は、彼が長い髪の毛を房飾りのように垂らしていたので隣人が「アブー・ヌワース（房飾りの男の意）」と呼んだのであろうと推測する。第3の仮説は、かつて存在したヒムヤル王国最後の君主、ズー・ヌワースに自分自身を重ね合わせて、彼が自分でそう名乗ったのであろうとするものである。

## 生涯
人生を決定づける教育を受けたのはクーファの町においてである。最初の師匠はアブー・ウサーマ・ワーリバ・ブン・フバーブである。子供の多いヌワースの両親は彼を薬屋に丁稚奉公に出していた。ワーリバがそこで薬を求め、ヌワース少年の処置に感心して少年の詩作の師匠になることを申し出ると、少年はいつでもクーファに行く準備ができていると答えたと、イブン・ハッリカーンは伝えている。なお、ワーリバはヌワースに多様な楽しみも教えたようであり、ふたりは若衆道的な関係にあったと考えられている。
ワーリバの死後、詩人で翻訳家のハラフ・アフマルの弟子になった。イスラーム教の聖典を学ぶとともに、アブー・ウバイダ、アブー・ザイドといった当時高名な文法学者のもとでアラビア語の文法を学んだ（cf.クーファ派文法学）。また、言い伝えによると、沙漠のベドウィンへ行って、語彙に関する知識を深めたという。
13世紀の百科全書家イブン・マンズールの『アブー・ヌワースに関する情報の書』によると、ハラフ・アフマルはアブー・ヌワースに、何千行にも及ぶ古典詩を暗記し終えるまでは一行も詩を詠んではならぬと命じ、彼がすっかり暗記してしまうと今度は覚えた詩をすべて忘れることを命じたという。過去の詩をすべて忘れて初めて、アブー・ヌワースは詩を作れるようになった。この忘却を強いるエピソードは、詩人としての形成期を象徴するエピソードである。
詩人になるとすぐバグダードへ行った。これはカリフに頌詩を献上して気に入られようという魂胆であった。だが、バグダードは当時、アッバース朝の広大な版図を統べる中枢として建都されたばかりであった。ハールーン・ラシードに、その徳を讃えるマディーフ（頌詩）を献上したところ気に入られ、お目通りが許された。そのとき、バルマク家出身の宮廷詩人アバーン・ブン・アブドゥルハミード・ラーヒキーと仲良くなり、バルマク家にも出入りするようになった。もっとも、このバルマク家とのつながりは、ラーヒキーが自分のメセナ、ハールーン・ラシードから、潜在的なライバル、ヌワースを引き離しておこうとする打算の産物だった。
ともあれ、ヌワースはエスプリとユーモアにあふれた詩情により、すぐにバグダードで有名になった。砂漠の伝統を受け継いだ主題は扱わなかった。都会生活を語り、葡萄酒の悦楽(khamriyyat)と少年愛(mujuniyyat)を卑近なユーモアを交えて謳った。のちにカリフとなる若いアミーンと親交を結んだのもこの時期である。
ハールーン・ラシードによるバルマク家の粛正に際して、エジプトに身を隠した。エジプトの歳入庁の長官ハティーブ・ブン・アブドゥルハミード（al-Khatîb b. Abd al-Hamîd）が彼をかくまい、詩人は長官を讃える頌詩を作った。エジプト亡命は長くなく、比較的すぐにバグダードへ戻れるようになり、そこで新しいカリフ、ハールーン・ラシードの息子ムハンマド・アミーンのナディーム（酒飲み友だち、御伽衆）になった。詩作の大部分がアミーンの在位年代（809年から813年までの間）になされたと考えられている。アミーンとは相性が良く、数々の冒険を共にしたと伝えられるが、それでもアミーンは詩人を飲酒を理由に牢屋に入れたことがあるようである。
同時代のアブー・アムルという人物は、葡萄酒を詩にすることにかけては当代随一とした詩人の名前を三人あげたが、そのうちの一人がアブー・ヌワースだった。また、アブー・ハティーム・マッキーという人物は、思索の奥底にある深い意味をヌワースが掘り当てて言葉にしてくれることで、初めてその意味に気づくことがよくあると評した。
最期については、いくつもの説がある。一説によると牢屋の中で死んだという。投獄の理由はイスラーム教を冒涜するような内容を詩の中に詠み込んだからとされる。旅籠屋の女将の家で死んだという説もある。第3の説はナウバフトの屋敷で死んだという説である。
亡くなったという噂話（ハバル、アラブのアネクドート）が飛び交い、友人たちが何人も家に押しかけ、彼の本を探したが、言葉の使い方に関する注意書きが手書きで少しばかり書いてある巻物一つを除いては、他に一巻も残っていなかったという:131-160。また、昔からユダヤ人の墓地であったという丘に葬られたと伝えられている:131-160。

## 作品
自分自身ではディーワーン（詩集）を編まなかった。そのため多くの作品、特にエジプト亡命中の作品が失われた。他方で、多くの偽作が、特に飲酒と男色を扱った詩が、誤ってヌワースのものとされたこともあった。アブー・バクル・スーリー、アリー・ブン・ハムザ、トゥーズーンをはじめとして、ヌワースのディーワーンの編集に心血を注いだ者は数多い。数あるディーワーンの中でも重要なのが、10世紀のスーリーの編集したものと、ハムザ・イスファハーニー（d. 970）の編集したものである。前者は真作の可能性が高い詩だけを集めている点に特徴があり、後者は真作・偽作を問わず集められた詩のすべてを収録している点に特徴がある。後者の校定本は前者の3倍の分量になり、1500作品13000行を有する。また、ハムザによるディーワーンは、ヌワースに関する噂話（アフバール）を多数収録しており、これもスーリーには見られないものである。

### ムフダスーン
アラブ文学（アラビア語文学）史上、「ムフダスーン」（pl. al-Muhdathûn）と呼ばれる一群の詩人の一人とみなされている。「ムフダスーン」は「新しい」や「近代的な」を意味するアラビア語の単語「ムフダス」から語形変化した言葉である。アラビア語詩の世界では8世紀はじめごろにバシャール・ブン・ブルドが現れ、カスィーダ（定型長詩）に代表される古典的様式から離れ、近代的な詩を作ろうとした。バシャールの試みは当時の詩人たちの文学的流行となった。ヌワースはこうしたムフダスーンの代表格である。
ムフダスーンの登場以前、8世紀から9世紀にかけての時代、バスラとクーファでは、美しいアラビア語と優れた文芸を文献に残そうとする「文法学派」と呼ばれる知識人たちの活動があった。ムフダスーンは、彼ら文法学派の知的活動の成果を受けてアラビア語詩を再考した。バシャールは、諧謔と都会的なセンスを基調とする新しい価値観の持ち主であった:28。バシャールはイスラーム興隆よりも昔の時代の文芸に理想を見出し、彼に続いたムフダスーンはその理想をさらに推し進めて、ベドウィンの時代のカスィーダよりも単純な語彙、当該時代の雄弁家よりも自由な形式で詩作を行った:28。ベドウィン時代の主題は、「ガザル」という詩歌の新ジャンルにおいて換骨奪胎された:66-69。ガザルは、古典的なカスィーダの導入部分である「ナスィーブ」（nasîb）から発展した詩形であり、苦い恋愛を中心主題とする:66-69。
カスィーダという形式にはそれにふさわしい内容があると観念されていたが、ヌワースは諧謔の助けを借りて、そうした固定観念から逸脱した。カスィーダは普通、野営地における嘆きのモチーフから始まるものである。「カスィーダの語り手は、打ち棄てられた野営地から始まって、止め処もなく哀れがましい話を始めるものだが、俺ならその野営地に近い居酒屋はどこにあるのか訪ねるところからはじめるぜ」と書いた:67-68。

### 二つの価値を持つ作品
アラビア語詩におけるヌワースの卓越性は斬新な詩形によるものである。彼は古い時代の詩から多くを汲み取り、なおかつそれからの流れを断ち切った。バシャールに続いた「新しい時代の人々」（ムフダスーン）、特にヌワースのような革新者が、自らのやろうとしていることに自覚的であったことは強調されねばならない:67。ヌワースは、先イスラーム時代の詩を再認識し、散文と韻文を切り分けた文法学派の研究に学んでおり、その点を考慮すると、アブー・ヌワースが師匠のハラフ・アフマルに強いられたという、有名な忘却のアネクドートが、また異なった様相を持ち始める:143。
詩のなかには恋愛、特に少年愛を取り扱ったもの（ムジューニーヤ mujûniyya）だけでなく、権力者を讃えたり、風刺したりするものもある。讃える詩はカスィーダ、風刺する詩はヒジャーといい、自分に風刺の才能があることも自覚していた。特に好んだテーマは飲酒と恋愛である。ムジューニヤート（mujûniyyât）或いはハムリヤート（khamriyyât）と呼ばれる飲酒詩はバシャールが導入したムフダスーンの流れに連なるものである一方、恋愛詩は古典形式にのっとったもの（保護や禄を与える者を讃える詩）である。これはアブー・ヌワースという詩人が登場した時代を反映している。当時、文学的創作は二つの対照的な要因により決定付けられていた。一つ目は文法学者が確立した古典詩の規範的価値であり、知識人もこれにのっとって詩を鑑賞した。二つ目は詩人の地位と社会的機能である。詩人の社会的地位の確保や上昇は、詩人に禄を与える者に委ねられていた。これら二つの要因により頌詩カスィーダが芸術の規範になり、カスィーダ古典詩の語彙、形式、主題を利用して詩作せざるをえない状況になった。

### 形式面と主題面での革新
タルディーヤ（tardiyya）と呼ばれる狩猟詩を発明し、詩の一ジャンルになるまで狩猟詩の世界を高めた詩人とされる。狩猟の主題自体は、先イスラーム時代の詩人イムルル・カイスのカスィーダやムアッラカートにも見られる:67-69。同様に、ハムリーヤ（khamriyya）、ハムリヤートと呼ばれる飲酒詩の世界においても、このジャンルを完成させたとされる。飲酒詩も歴史は古く、アムル・ブン・クルスームのムアッラカートがある:193-229。狩猟と飲酒という二つのジャンルは、自由奔放なレトリックを用いて人物を描写できるという点を指摘した。こうしたレトリックの使用はムフダスーンや初期のバディーウといった新しい様式に関係すると考えられている。

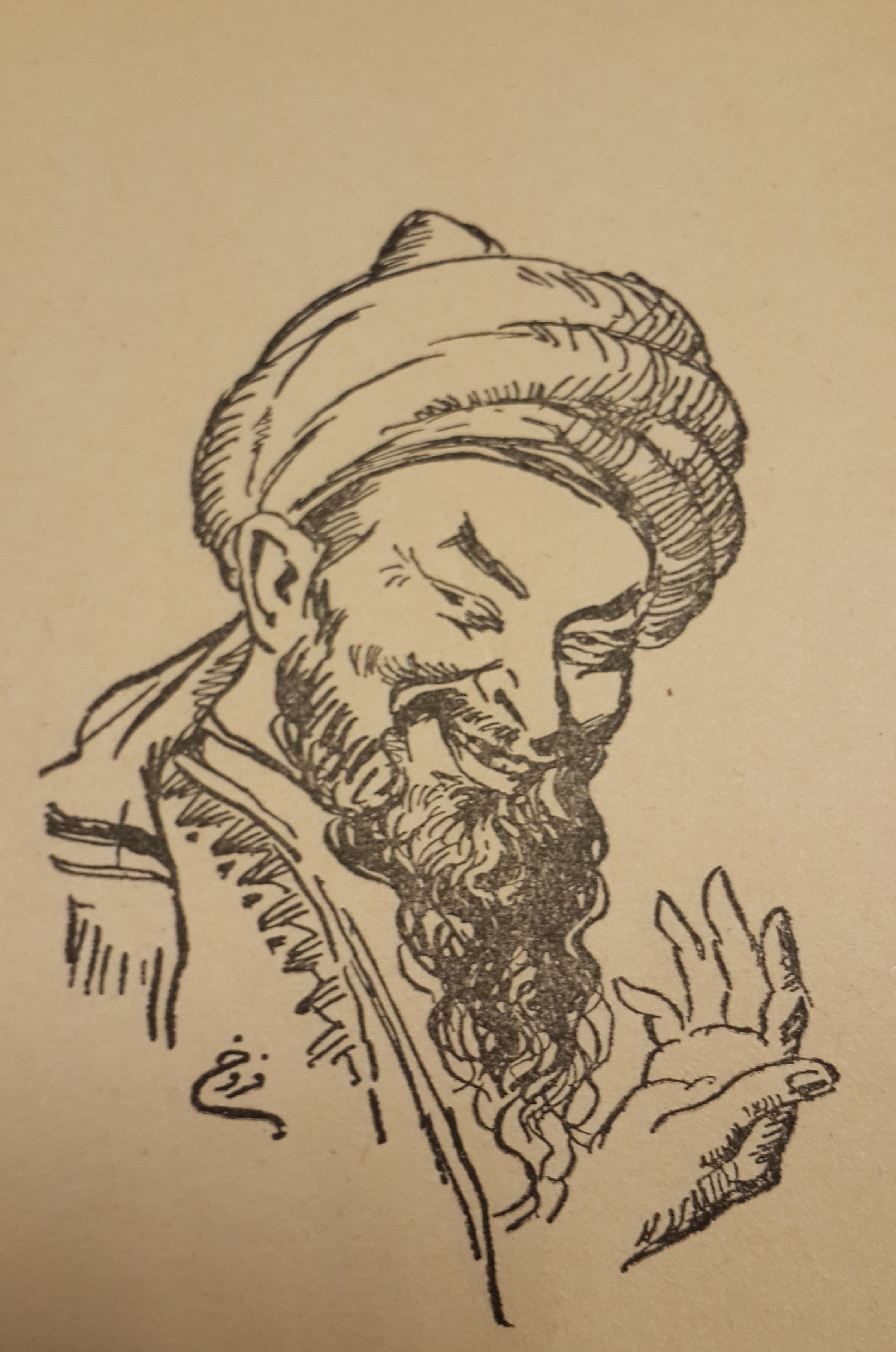
20世紀の作家ウマル・ファッルーフが描いたアブー・ヌワース（1960年、レバノン）

## 千夜一夜物語における登場人物として
ヌワースが生きた時代から数百年時代は下り、おそらくは近世のエジプトにおいて成立したとされる『千夜一夜物語』には、ヌワースが同じく作中の登場人物の一人であるハールーン・ラシードの取り巻きの一人として登場する:18。『千夜一夜物語』には特定の作者がいるわけではないが、匿名の作者によりアブー・ヌワースには「やくざな無頼漢」という性格が与えられている:18。実在のヌワースにはハールーン・ラシードの寵を得たという確かな記録はないが、民衆の想像の世界では、時にはお忍びで冒険に繰り出す同カリフの宮廷の道化師、あるいは愉快な仲間という役どころが与えられている:348-352。

## 東アフリカにおけるアブヌワシ民話の広がり
東アフリカのスワヒリ文化では、アブヌワシ (Abunuwasi) の名でよく知られており、あたかも中東・アナトリアにおけるナスレッディン・ホジャばなしのように、アブヌワシが数多くの民話の中に登場する。アブヌワシはさらにキブヌワシ (Kibunuwasi) と名前がスワヒリ語化されることもあり、また、キャラクターも擬人化した野ウサギとなることもある。ザンジバルのスワヒリ語詩人ハジ・ゴラ・ハジが説明するところによれば、西洋ヨーロッパによる植民地支配下のスワヒリ都市においては、東洋的な主題を持つ書籍の出版が一切禁止されたが、その中で唯一出版された非西洋的な主題を持つジャンルが伝統的な昔話だったという。そして、植民地時代にスワヒリ世界に浸透したイスラーム世界の民話がアフリカの口頭文芸と混淆し発展する中で、千一夜物語の一登場人物であるヌワースのキャラクターがスワヒリ民話に多くのインスピレーションを与えたという。
アフリカの角地域においては、1940年代にエリトリアで収集された民話に、アブナワス (Abunawas) の名前がみられる。これは、物書きの前職を買われてアメリカ軍により元イタリア植民地、エリトリアの宣撫工作に送り込まれたハロルド・クーランダーが同地で収集したもので、1950年にエチオピアの昔話として英語で出版された。収集に際しては、エリトリアの大人が話した民話をイタリア語を話せる子供たちがクーランダーに通訳した。1963年には日本語にも翻訳されて『山の上の火』の題で岩波書店から出版されている。その中の一話「アブナワスは、どうしておいだされたか」（原題: How Abunawas was Exiled）で、主人公アブナワスは「とてもかしこい男」であり、王や商人といった権威者を頓智や屁理屈できりきり舞いさせる。
スワヒリ諸都市に地理的文化的に近いコモロ諸島においても、民話口頭伝承の各種テーマの中で、「アブヌワの物語群」が、動物に関するアフリカ起源の民話口頭伝承と並んで、最もよく話されていることが1970年代に書かれた小著の中で報告されている:70。

## 記念
バグダードには、アブー・ヌワースにちなんで名付けられた地名がいくつか存在する。アブー・ヌワース通りはティグリス川の東岸に沿って走っており、かつてはこの街の目玉となっていた地区である。また、アブー・ヌワース公園はジュムフリヤ橋からカラダ地区の7月14日橋付近の間の2.5kmにわたって伸びている。